# Miles Bridges

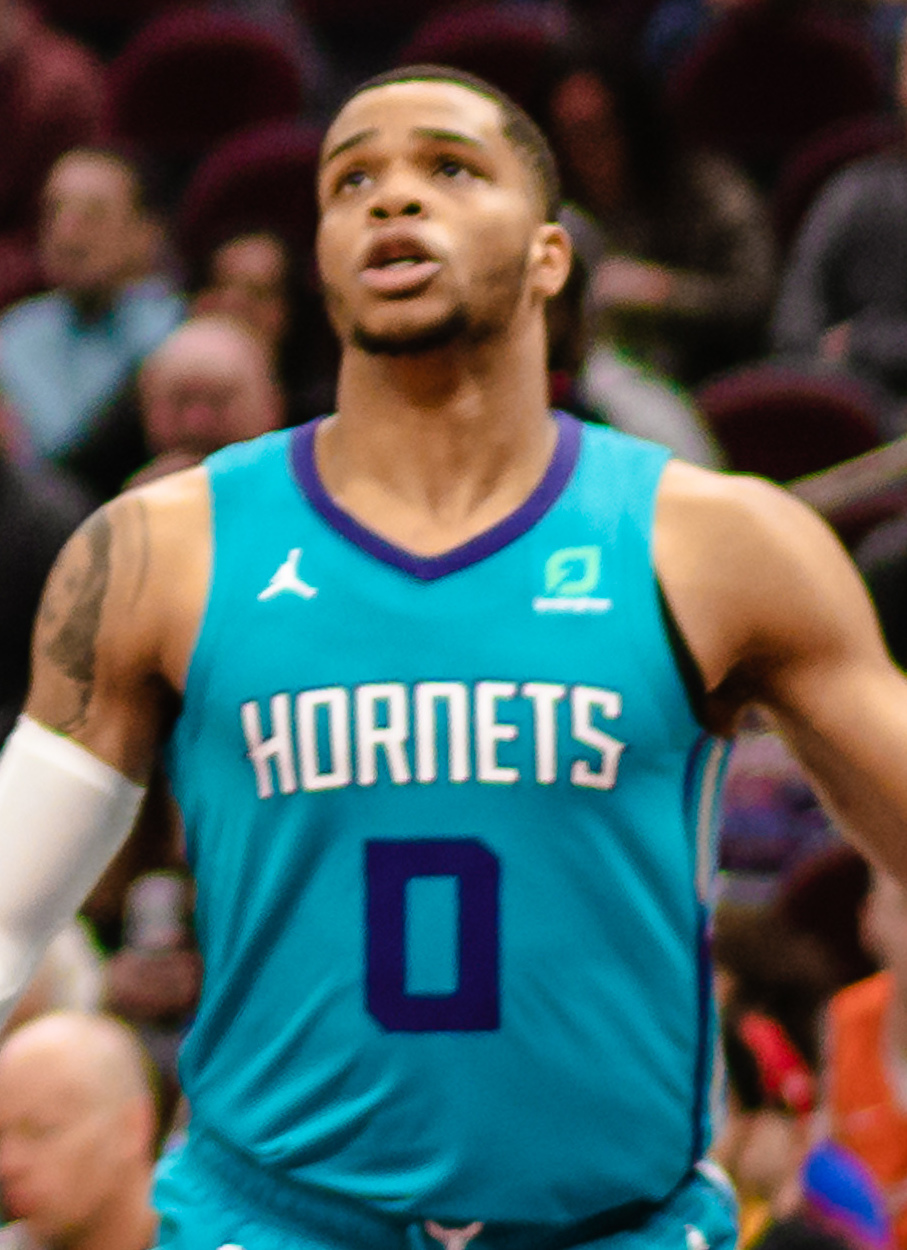
Miles Bridges, 2019.

Miles Emmanuel Bridges Sr., född 21 mars 1998 i Flint i Michigan, är en amerikansk professionell basketspelare (PF/SF) som spelar för Charlotte Hornets i National Basketball Association (NBA).
Han draftades av Los Angeles Clippers i första rundan i 2018 års draft som tolfte spelare totalt.
Innan Bridges blev proffs studerade han vid Michigan State University och spelade för universitetets idrottsförening Michigan State Spartans.